# Spiny Cheep Cheep
Een Spiny Cheep Cheep (ook bekend als Spiny Cheep-Cheep) is een personage rond de Mario-reeks.

## Karakteromschrijving
Spiny Cheep Cheep is een paarse Cheep Cheep met een punt op zijn hoofd. Hij is een vijand van Mario. Spiny Cheep Cheep is een combinatie van een Cheep Cheep en een Spiny. Net als bij Deep Cheep, zit hij Mario ook te stalken bij onderwaterlevels. Hij maakte zijn debuut in Super Mario Bros. 3, en was daarna ook te zien in Super Mario World, Super Mario Land 2: 6 Golden Coins en New Super Mario Bros. Wii.